# Чемпіонат Туру WTA 2011, одиночний розряд
Кім Клейстерс була чинною чемпіонкою, але не кваліфікувалась на турнір через травму живота, яка передчасно перервала її сезон.
Петра Квітова виграла виграла свій перший Чемпіонат Туру WTA, вперше взявши в ньому участь , у фіналі перемігши Вікторію Азаренко з рахунком 7–5, 4–6, 6–3.

## Кваліфікація
1. Каролін Возняцкі (Круговий турнір)
2. Марія Шарапова (Круговий турнір, знялась через розтягнення лівої щиколотки)
3. Петра Квітова (переможниця)
4. Вікторія Азаренко (фінал)
5. Лі На (Круговий турнір)
6. Віра Звонарьова (півфінал)
7. Саманта Стосур (півфінал)
8. Агнешка Радванська (Круговий турнір)

## Запасні
1. Маріон Бартолі (замінила Шарапову, круговий турнір)
2. Андреа Петкович (не використана)

## Сітка

### Легенда
| - Q = Кваліфаєр - WC = Вайлд-кард - LL = Щасливий лузер | - Alt = Заміна - SE = Виняток - PR = Захищений рейтинг | - w/o = Без гри - r = Зняття - d = Присуджено перемогу |

### Фінальна частина
|  | Півфінали | Півфінали       | Півфінали         | Півфінали | Півфінали |   |                   | Фінал         | Фінал | Фінал | Фінал | Фінал |
|  |           |                 |                   |           |           |   |                   |               |       |       |       |       |
|  | 3         | Петра Квітова   | 5                 | 6         | 6         |   |                   |               |       |       |       |       |
|  | 7         | Саманта Стосур  | 7                 | 3         | 3         |   |                   |               |       |       |       |       |
|  | 7         | Саманта Стосур  | 7                 | 3         | 3         |   | 3                 | Петра Квітова | 7     | 4     | 6     |       |
|  |           |                 |                   |           |           |   | 3                 | Петра Квітова | 7     | 4     | 6     |       |
|  |           | 4               | Вікторія Азаренко | 5         | 6         | 3 |                   |               |       |       |       |       |
|  | 4         | 4               | Вікторія Азаренко | 5         | 6         | 3 | Вікторія Азаренко | 6             | 6     |       |       |       |
|  | 4         |                 |                   |           |           |   | Вікторія Азаренко | 6             | 6     |       |       |       |
|  | 6         | Віра Звонарьова | 2                 | 3         |           |   |                   |               |       |       |       |       |

### Червона група
|   |                    | Возняцкі      | Квітова       | Звонарьова    | Радванська    | Матчів В–П | Сетів В–П   | Геймів В–П    | Положення |
| 1 | Каролін Возняцкі   |               | 4–6, 2–6      | 2–6, 6–4, 3–6 | 5–7, 6–2, 6–4 | 1–2        | 3–5 (37.5%) | 34–41 (45.3%) | 4         |
| 3 | Петра Квітова      | 6–4, 6–2      |               | 6–2, 6–4      | 7–6(7–4), 6–3 | 3–0        | 6–0 (100%)  | 37–21 (63.8%) | 1         |
| 6 | Віра Звонарьова    | 6–2, 4–6, 6–3 | 2–6, 4–6      |               | 6–1, 2–6, 5–7 | 1–2        | 3–5 (37.5%) | 35–37 (48.6%) | 2         |
| 8 | Агнешка Радванська | 7–5, 2–6, 4–6 | 6–7(4–7), 3–6 | 1–6, 6–2, 7–5 |               | 1–2        | 3–5 (37.5%) | 36–43 (45.6%) | 3         |

За рівної кількості очок положення визначається: 1) Кількість перемог; 2) Кількість матчів; 3) Якщо двоє тенісисток після цього ділять місце, особисті зустрічі; 4) Якщо троє тенісисток після цього ділять місце, кількість виграних сетів, кількість виграних геймів; 5) Рішення організаційного комітету.

### Біла група
|       |                               | Шарапова Бартолі            | Азаренко                   | Лі                          | Стосур                 | Матчів В–П | Сетів В–П   | Геймів В–П    | Положення |
| 2 Alt | Марія Шарапова Маріон Бартолі |                             | 5–7, 6–4, 6–4 (w/ Бартолі) | 6–7(4–7), 4–6 (w/ Шарапова) | 1–6, 5–7 (w/ Шарапова) | 0–2 1–0    | 0–4 2–1     | 16–26 17–15   | X 4       |
| 4     | Вікторія Азаренко             | 7–5, 4–6, 4–6 (w/ Бартолі)  |                            | 6–2, 6–2                    | 6–2, 6–2               | 2–1        | 5–2 (71.4%) | 39–25 (60.9%) | 1         |
| 5     | Лі На                         | 7–6(7–4), 6–4 (w/ Шарапова) | 2–6, 2–6                   |                             | 1–6, 0–6               | 1–2        | 2–4 (33.3%) | 18–34 (34.6%) | 3         |
| 7     | Саманта Стосур                | 6–1, 7–5 (w/ Шарапова)      | 2–6, 2–6                   | 6–1, 6–0                    |                        | 2–1        | 4–2 (66.7%) | 29–19 (60.4%) | 2         |

За рівної кількості очок положення визначається: 1) Кількість перемог; 2) Кількість матчів; 3) Якщо двоє тенісисток після цього ділять місце, особисті зустрічі; 4) Якщо троє тенісисток після цього ділять місце, кількість виграних сетів, кількість виграних геймів; 5) Рішення організаційного комітету.